# MUL.APIN

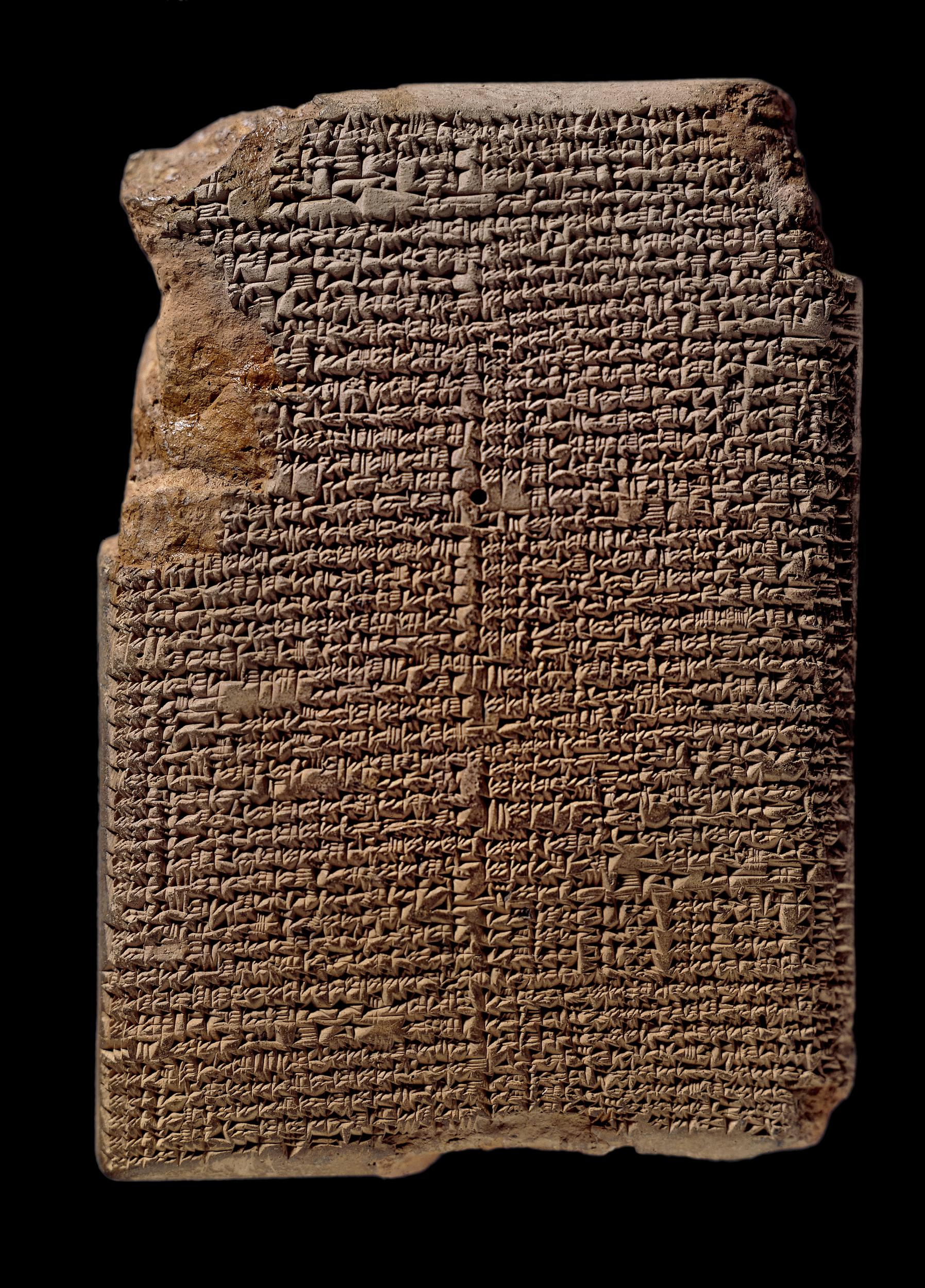
Una de les dues tauletes d'argila on està escrit el text. Aquest exemple mostra que la tauleta és inusualment gran (tan llarg com un full de paper) i el text està escrit en dues columnes.

MUL. APIN (𒀯𒀳) és el títol convencional donat a un compendi babilònic que tracta molts aspectes diversos de l'astronomia i l'astrologia babilònica. Està en la tradició dels catàlegs d'estrelles anteriors, les llistes anomenades Tres estrelles cadascuna, però representa una versió ampliada basada en una observació més precisa, probablement compilada cap al 1000 aC. El text enumera els noms de 66 estrelles i constel·lacions i, a més, ofereix una sèrie d'indicacions, com ara les dates de sortida, posta i culminació, que ajuden a traçar l'estructura bàsica del mapa estel·lar babilònic.
El text es conserva en una còpia del segle VII aC sobre un parell de tauletes, batejades pel seu íncipit, corresponent a la primera constel·lació de l'any, MULAPIN "L'arada", identificada amb estrelles a la zona de les constel·lacions modernes de Cassiopea, Andròmeda i Triangle segons la recopilació de suggeriments de Gössmann i Kurtik. Recentment, s'ha suggerit identificar-la només amb Cassiopea.

## Datació
La còpia més antiga del text descoberta fins ara es va fer l'any 686 aC; no obstant això, la majoria dels estudiosos creuen ara que el text es va compilar originalment cap al 1000 aC. Les darreres còpies de MUL.APIN s'han datat actualment al voltant del 300 aC.
Estudiosos anteriors com Papke i Van der Waerden van plantejar una data al voltant del 2300 aC, que ha estat criticada per Hunger & Pingree que opten per una data al voltant del 1000 aC.
L'astrofísic Bradley Schaefer i l'astrònom Teije de Jong van calcular que les dates dels aixecaments i escenaris heliacals d'aquestes tauletes encaixen a la regió d'Assur cap a l'any 1370±100 aC (Schaefer) o aproximadament l'època entre 1400 i 1100 aC (de Jong).
Watson i Horowitz han demostrat que l'estil del text canvia de complexitat baixa a alta d'una llista a l'altra. Per tant, és molt possible que la llista 1 sigui més antiga que la llista 2-4 i la llista 5.

## Parts
El text inclou dues tauletes i possiblement una tercera tauleta auxiliar, i s'organitza de la següent manera:
| Llista 1 | I i 1    | a | I ii 35  | catàleg d'asterismes (inventari del cel)       |
| Llista 2 | I ii 36  | a | I iii 12 | dates d'ascens heliacal al calendari babilònic |
| Llista 3 | I iii 13 | a | I iii 33 | pujades i muntatges simultanis                 |
| Llista 4 | I iii 34 | a | I iii 48 | intervals de temps entre aixecaments heliacals |
| Llista 5 | I iv I   | a | I iv 30  | ziqpu -asterismes                              |
| Llista 6 | I iv 31  | a | I iv 39  | asterismes en el camí de la Lluna              |

| Llista 1 | II i 1     | a | II i 8     | moviment dels planetes en la trajectòria lunar |
| Llista 2 | II i 9     | a | II i 24    | determinant els punts cardinals de l'any       |
| Llista 3 | II i 25-37 | i | II i 68-71 | pujades heliaques i direcció del vent          |
| Llista 4 | II i 38    | a | II i 67    | planetes - visibilitats                        |
| Llista 5 | II ii 1    | a | II ii 20   | regles intercalars                             |
| Llista 6 | II ii 21   | a | II ii 42   | longituds d'ombra del rellotge de sol          |
| Llista 7 | II ii 43   | a | II iii 15  | rellotge d'aigua                               |
| Llista 8 | II iii 16  | a | II IV 12   | presagis                                       |

### Tauleta 1

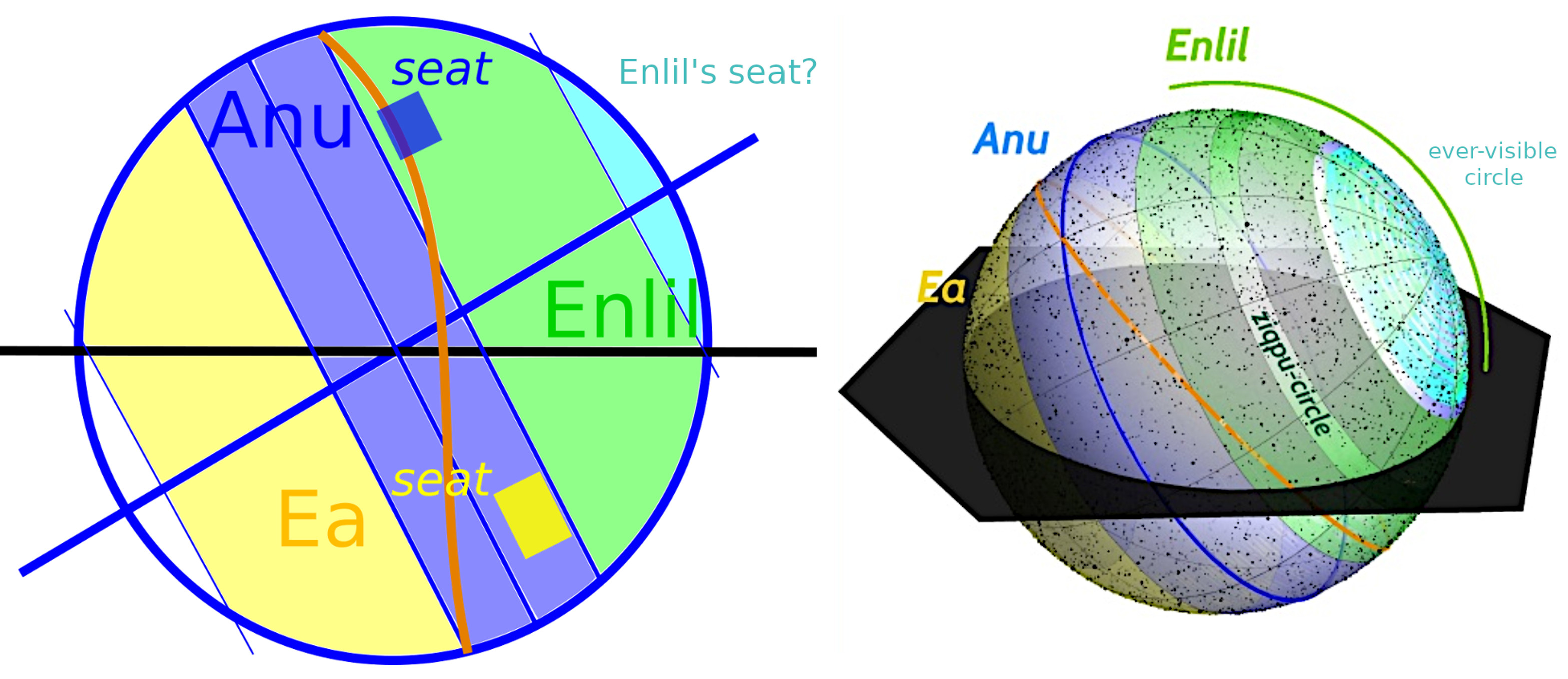
El globus babilònic (sense importar si existia físicament o no) s'hauria dividit en tres camins dels déus Ea (sud), Anu (±17° al voltant de l'equador) i Enlil (cap nord, totes les declinacions >17°). Aquests tres déus tenen els seus "seients" entre les estrelles, representades per les constel·lacions de Càncer i Iku (Pegàs).

La primera tauleta és el recurs més important per a qualsevol reconstrucció potencial del mapa estel·lar babilònic ja que les seves diverses seccions situen les constel·lacions entre si i amb el calendari. La tauleta 1 té sis seccions principals:
- Totes les estrelles i constel·lacions principals s'enumeren i s'organitzen en tres grans divisions segons la latitud celeste, assignant cada estrella a tres camins:
  - el camí del nord d'Enlil que conté 33 estrelles o constel·lacions
  - el camí presumiblement equatorial de Anu que conté 23 estrelles o constel·lacions, i
  - el camí al sud de Ea que conté 15 estrelles o constel·lacions,

La major part d'aquestes estrelles i constel·lacions s'atribueixen a una o més varietats de deïtats del Pròxim Orient.[13]

El camí d'Anu es considera com un cinturó al voltant de l'equador celeste amb una amplada d'aproximadament ±17° que es divideix en dotze parts iguals de 30° de longitud, que representa mesos ideals.[14][15][12]
- Les dates d'ascens heliacal de 34 estrelles i constel·lacions es donen segons l'any "ideal" natural de 360 dies.
- Llistes d'estrelles i constel·lacions que s'aixequen i es posen al mateix temps.
- El nombre de dies entre l'aixecament de diverses estrelles i constel·lacions.
- Les estrelles i constel·lacions que s'aixequen i culminen al mateix temps.
- Les estrelles en el camí de la lluna, sent les constel·lacions principals prop de l'eclíptica, que inclou tots els precursors babilònics de les constel·lacions del zodíac.

Tot i que els babilonis utilitzaven un calendari luni-solar, que afegia ocasionalment un tretzè mes al calendari, MUL.APIN, com la majoria dels textos d'astrologia babilònica, utilitza un any "ideal" compost per 12 mesos "ideals" cadascun dels quals estava compost per 30 dies "ideals". En aquest esquema, els equinoccis es fixaven el dia 15 del primer i el setè mes, i els solsticis el dia 15 del quart i desè mes.

### Tauleta 2
La segona tauleta és de major interès per als historiadors de la ciència, ja que ens proporciona molts dels mètodes i procediments utilitzats pels astròlegs babilònics per predir els moviments del sol, la lluna i els planetes, així com els diversos mètodes utilitzats per regular el calendari. El contingut de la tauleta 2 es pot resumir en deu encapçalaments de la següent manera:
- Els noms del sol i dels planetes i l'afirmació que tots recorren el mateix camí que la lluna.
- Quines estrelles estan pujant i quines contenen la lluna plena als solsticis i equinoccis per jutjar la disparitat dels cicles lunar i solar.
- Recomanacions per observar l'aparició de determinades estrelles i la direcció del vent en el moment de la seva primera aparició.
- Valors molt aproximats del nombre de dies que cada planeta és visible i invisible durant el transcurs del seu cicle d'observació.
- Les quatre estrelles associades als quatre vents direccionals.
- Les dates en què el sol està present en cadascun dels tres camins estel·lars.
- Dos tipus d'esquema d'intercalació. Un utilitza les dates ascendents de determinades estrelles mentre que l'altre utilitza la posició de la lluna en relació amb les estrelles i les constel·lacions.
- La durada relativa del dia i de la nit als solsticis i equinoccis, i la longitud de l'ombra projectada per un gnòmon en diferents moments del dia als solsticis i equinoccis.
- Un esquema matemàtic bàsic que indica els temps de sortida i posta de la lluna en cada mes.
- Una selecció de presagis astrològics.

Hi ha alguna evidència que de vegades s'adjuntava una tercera tauleta, i fins ara no recuperada, a la sèrie. A jutjar per la seva línia inicial, començava amb una secció d'explicacions erudites dels presagis celestials.

## Funció del text
El MUL.APIN es considera com el primer compendi de coneixements astronòmics conegut. Les llistes i els textos compilats poden tenir un origen diferent a Mesopotàmia.
Les llistes 2, 3 i 4 de la tauleta 1 semblen tenir el seu origen en diferents tradicions en l'elaboració del calendari: la llista 2 comença amb l'ascens de la constel·lació de la fletxa (estrelles al voltant de Sírius), mentre que a la llista 4 totes les dates ascendents fan referència a l'ascens de ŠU.PA (estrelles al voltant d'Arcturus). Aquestes dues estrelles brillants s'han utilitzat per determinar el calendari. Les dues llistes a MUL.APIN es mapegen perfectament entre elles, tot i que les observacions reals tenen marges d'error de ~ 5 dies. Això suggereix que les dades s'havien fet adequadament o s'havien llegit d'un globus terraqüi (si existia que no hi ha proves arqueològiques però és una hipòtesi adequada i és molt probable després del segle iv aC quan es demostra que existien a Grècia). No hi ha cap garantia que realment existís un globus babilònic, però per avui, la millor visualització de l'uranologia babilònica és el mapa celeste o globus celeste.

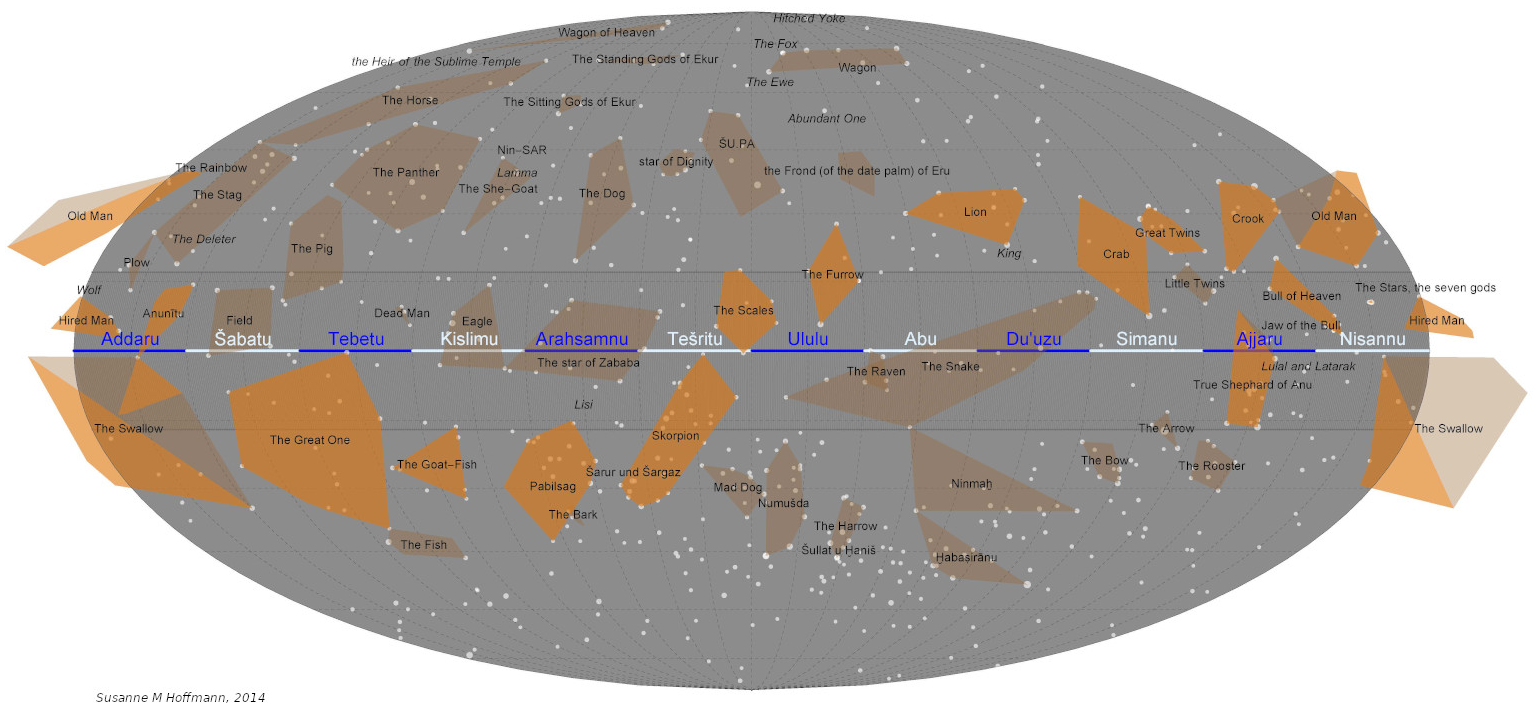
Mapa del cel de Babilònia. Equador celeste dividit en 12 parts iguals (mesos ideals), les constel·lacions com a polígons perquè només es poden derivar estimacions de la seva posició a partir de les dades conservades. Identificació de les constel·lacions de Pingree. Camí d'Anu marcat en gris, camí de la Lluna més brillant que altres constel·lacions. S'han publicat mapes similars a Hoffmann (2017).

Les dades en MUL. APIN no representa unitats de temps observables. Els "dies" i "mesos" a MUL.APIN són dies i mesos ideals, és a dir, fraccions de l'any sideral que s'obtenen dividint la durada dels mesos lunars per 30 o el nombre de dies reals per any per 360, segons el context. El "cercle de l'any" al globus celeste és l'equador celeste. Dividint l'equador celeste per 360, obtenim els graus d'ascensió recta (°RA) igual a la unitat babilònica 1 UŠ (one span) o un dia ideal. Un grup de 30 dies ideals d'aquest tipus forma un mes ideal. Així, podem visualitzar els mesos ideals al mapa celeste a l'equador celeste.
D'acord amb aquests esquemes, les dates dels aixecaments heliacals en escenaris en MUL.APIN es donen com a dates ideals: una declaració com "ŠU.PA s'aixeca el 15 del mes Ululu (6è mes)" significaria "puja a l'ascensió recta (15+6*30) graus" (195°RA).

## El camí de la lluna: el pre-zodíac
Aquestes despeccions s'han creat diverses vegades als planetaris. Es basen en els coneixements estàndard en assiriologia i en alguns estudis, especialment dedicats a la identificació d'aquestes constel·lacions.
| No. | nom al MUL. APIN       | Traducció | Constel·lació (IAU)                                         | déu associat segons la llista 1 | imatge |
| --- | ---------------------- | --- | ----------------------------------------------------------- | ------------------------------- | ------ |
| 1   | MUL. MUL               | Moltes estrelles (o: cúmul d'estrelles) | Plèiades (Taure)                                            | Anu                             |        |
| 2   | GU 4 . AN. NA          | Toro del Cel | Taure                                                       | Anu                             |        |
| 3   | SIPA. AN. NA           | El veritable pastor d'Anu | Orió                                                        | Anu                             |        |
| 4   | ŠU.GI                  | Vell (Enmešarra, l'últim dels avantpassats primigenis d'Enlil)                                                                             | Perseu                                                      | Enlil                           |        |
| 5   | GAM                    | Lladre | Auriga                                                      | Enlil                           |        |
| 6   | MAŠ. TAB. BA. GAL. GAL | Grans Bessons (Lugalirra i Meslamta'ea, una parella de déus de l'inframón)                                                                 | Bessons (al nord de l'eclíptica)                            | Enlil                           |        |
| 7   | AL. LUL                | Càncer | Càncer                                                      | Enlil                           |        |
| 8   | UR. GU. LA             | Leo | Leo                                                         | Enlil                           |        |
| 9   | AB. SIN                | Solc | Verge (al nord de Spica)                                    | Šala                            |        |
| 10  | RIN                    | Balanç | Balança i la part de Verge al sud de Spica                  | Anu                             |        |
| 11  | GIR. TAB               | Escorpí | Scorpius (potser més parts del sud d'Ophiuchus)             | Ea                              |        |
| 12  | PA. BIL. SAG           | Pabilsang (déu de la ciutat de Larak, que es va identificar amb Ninurta, especialment en el seu paper de marit de la deessa curativa Gula) | Sagitari                                                    | Ea                              |        |
| 13  | SUḪUR. MEŠ             | Cabra-Peix | Capricorn                                                   | Ea                              |        |
| 14  | GU. LA                 | El Gran (un nom comú del déu Ea/Enki) | Aquari                                                      | Ea                              |        |
| 15  | KUN MUŠ (ša) SIM. MAḪ  | Cues de la Gran Oreneta | Peixos                                                      | Anu/ Ea                         |        |
| 16  | Dingir Anunitu         | Deessa Anunitu | l'est dels dos peixos de Peixos més parts d'Andròmeda (β I) | Anu                             |        |
| 17  | LU HUN. GA             | Home contractat (o: Treballador de préstec) (Dumuzi, el mític amant d'Inanna/Ištar que s'imagina com un pastor)                            | Àries i Triangle                                            | Anu                             |        |